# Самохин, Виктор Павлович
Виктор Павлович Самохин — сотрудник Министерства внутренних дел Российской Федерации, майор милиции, погиб при исполнении служебных обязанностей во время Первой чеченской войны, кавалер ордена Мужества.

## Биография
Виктор Павлович Самохин родился 9 ноября 1956 года в селе Ефимовка Курманаевского района Оренбургской области в семье работников местного колхоза. После окончания средней школы в родном селе пошёл работать в колхоз. В 1975—1977 годах проходил срочную службу в Вооружённых Силах СССР. После демобилизации Самохин был рекомендован на работу в органы милиции. Прошёл путь от рядового сотрудника Промышленного и Ленинского районных отделов внутренних дел города Оренбурга до старшего оперуполномоченного и начальника отделения Специального отряда быстрого реагирования Управления по борьбе с организованной преступностью при Управлении внутренних дел Оренбургской области. Неоднократно отмечался ведомственными наградами.
Во время Первой чеченской войны Самохин дважды командировался в зону боевых действий на Северном Кавказе. В ходе первой из командировок, начавшейся в апреле 1995 года, майор милиции Виктор Самохин неоднократно выполнял задачи по задержанию членов незаконных вооружённых формирований, изъятию оружия, боеприпасов, взрывчатых веществ. Принимал участие в специальной операции в селе Самашки Ачхой-Мартановского района Чеченской Республики, во время которой вовремя обнаружил вражескую огневую точку и уничтожил её, чем спас жизни многим своим товарищам.
8 февраля 1996 года Самохин был направлен во вторую командировку на Северный Кавказ. 6 марта 1996 года ему было поручено возглавить группу помощи попавшим в засаду бойцам Специального отряда быстрого реагирования из Перми, которые попали в засаду сепаратистов и несли потери. Боевики открыли шквальный огонь по оренбургским милиционером. Двумя пулями Самохин был убит на месте. Он был первым оренбургским милиционером, погибшим в Чеченской Республике. С воинскими почестями и при большом стечении народа Самохин был похоронен в Оренбурге.
Указом Президента Российской Федерации майор милиции Виктор Павлович Самохин посмертно был удостоен ордена Мужества. Также он был награждён рядом медалей.

## Память
- В честь Самохина назван сквер в Оренбурге на пересечении улицы Восточной и проспекта Гагарина[3].
- Навечно зачислен в списки личного состава Специального отряда быстрого реагирования при УВД Оренбургской области[1].
- Имя Самохина увековечено на мемориальной доске в УВД и на Мемориале Славы в честь погибших при исполнении служебного долга оренбуржцев — сотрудников органов внутренних дел[1].